# Doleschallia tanara
Doleschallia tanara är en fjärilsart som beskrevs av Hans Fruhstorfer. Doleschallia tanara ingår i släktet Doleschallia och familjen praktfjärilar. Inga underarter finns listade i Catalogue of Life.